# Bulgarische Basketballnationalmannschaft
Die bulgarische Basketballnationalmannschaft der Herren (bulgarisch Национален отбор по баскетбол на България) repräsentiert Bulgarien bei internationalen Basketball-Länderspielen.

## Geschichte
Bulgarien stellte zwischen Anfang der 1950er Jahre bis Mitte der 1960er Jahre eine der stärksten europäischen Nationalmannschaften und konnte sich zwischen 1951 und 1967 bei neun EM-Endrunden bis auf 1953 immer unten den besten fünf Mannschaften platzieren. 1957 gewann man eine Silber- und 1961 eine Bronzemedaille. 
Die beste Platzierung bei globalen Endrunden war ein fünfter Platz bei den Olympischen Spielen 1956. Während man anschließend bis einschließlich 1977 immer unter den besten acht Mannschaften Europas bei den kontinentalen Endrunden vertreten war, verpasste man in den 1980er Jahren die Qualifikation für drei von fünf Endrunden, obwohl man mit Georgi Gluschkow einen der ersten Spieler in der US-amerikanischen Profiliga NBA stellte, der in einem Warschauer-Pakt-Staat aufgewachsen war. 
Zwischen 1993 und 2005 war man dann bei sechs EM-Endrunden hintereinander nicht im Teilnehmerfeld vertreten. Obwohl sich bekannte Trainer wie der Israeli Pini Gershon als Nationaltrainer der Auswahl versuchten, kam man bei drei EM-Endrundenteilnahmen seit 2005 nie über die Vorrunde hinaus. Bei der Qualifikation für die EM-Endrunde 2013 musste man der deutschen Nationalmannschaft und der schwedischen Auswahl den Vortritt lassen und war bei der Endrunde nicht vertreten.
Eine Reihe US-amerikanischer Basketballspieler ließ sich in Bulgarien einbürgern, da es in südeuropäischen Ligen strengere Ausländerbeschränkungen für Nicht-Europäer gibt. Darunter sind auch die in Deutschland geborenen Earl Jerrod Rowland und Eric Williams, die jedoch nie in Bulgarien selbst spielten. Rowland hingegen spielte wie der naturalisierte Jared Homan in der deutschen Basketball-Bundesliga und war im Unterschied zu Homan auch bei zwei EM-Endrunden 2009 und 2011 für die Nationalmannschaft aktiv. 
Den quasi umgekehrten Weg gingen die beiden Söhne des Nationalspielers Ilija Ewtimow, der am Ende seiner aktiven Karriere in Frankreich aktiv war. Wassil Ewtimow war in jüngeren Jahren zunächst für die französische Nationalmannschaft bei der EM-Endrunde 2001 aktiv, bevor er später für die bulgarische Nationalmannschaft an der EM-Endrunde 2009 teilnahm. Zu den bekannteren aktuellen Nationalspielern zählt auch ein weiteres Brüderpaar, die lange Zeit in Italien aktiven Zwillinge Dejan und Kalojan Iwanow.

### Bekannte Spieler
Bekannte Spieler, die in der Vergangenheit in der Nationalmannschaft spielten, sind:
| - Georgi Panow (* 1933) - Ljubomir Panow (* 1933) - Atanas Atanassow (1935–2021) - Petko Lasarow (* 1935) - Ilija Mirtschew (* 1935) - Wiktor Radew (* 1936) | - Ilija Ewtimow (* 1956) - Georgi Gluschkow (* 1960) - Wassil Ewtimow (* 1977) - Todor Stojkow (* 1977) - Dimitar Angelow (* 1979) - Filip Widenow (* 1980) | - Bojko Mladenow (* 1981) - Ilian Ewtimow (* 1983) - Christo Nikolow (* 1985) - Christo Sachariew (* 1990) |

### Naturalisierte Spieler
| - Priest Lauderdale (* 1973) - Roderick Blakney (* 1976) - Willie Deane (* 1980) - Andre Owens (* 1980) - Earl Calloway (* 1983) | - Jared Homan (* 1983) - Earl Jerrod Rowland (* 1983) - Ibrahim Jaaber (* 1984) - Eric Williams (* 1984) - Cedric Simmons (* 1986) |

## Abschneiden bei internationalen Turnieren

### Olympische Sommerspiele
| - 1936 – nicht qualifiziert - 1948 – nicht qualifiziert - 1952 – 7. Platz - 1956 – 5. Platz - 1960 – 16. Platz | - 1964 – nicht qualifiziert - 1968 – 10. Platz - 1972 – 2012 – nicht qualifiziert |

### Weltmeisterschaften
- 1959 – 7. Platz
- ansonsten: nicht teilgenommen oder nicht qualifiziert

### Europameisterschafts-Endrunden
| - 1935 – 8. Platz - 1937 – nicht qualifiziert - 1939 – nicht qualifiziert - 1946 – nicht qualifiziert - 1947 – 8. Platz - 1949 – nicht qualifiziert - 1951 – 4. Platz - 1953 – 9. Platz - 1955 – 4. Platz - 1957 – . Platz - 1959 – 5. Platz - 1961 – . Platz | - 1963 – 5. Platz - 1965 – 5. Platz - 1967 – 4. Platz - 1969 – 7. Platz - 1971 – 6. Platz - 1973 – 6. Platz - 1975 – 5. Platz - 1977 – 6. Platz - 1979 – 11. Platz - 1981 – nicht qualifiziert - 1983 – nicht qualifiziert - 1985 – 8. Platz | - 1987 – nicht qualifiziert - 1989 – 7. Platz - 1991 – 8. Platz - 1993 – 14. Platz - 1995 – nicht qualifiziert - 1997 – nicht qualifiziert - 1999 – nicht qualifiziert - 2001 – nicht qualifiziert - 2003 – nicht qualifiziert - 2005 – 13. Platz - 2007 – nicht qualifiziert - 2009 – 13. Platz | - 2011 – 13. Platz - 2013 – nicht qualifiziert - 2015 – nicht qualifiziert - 2017 – nicht qualifiziert - 2022 – 20. Platz |